# ポップ・ステップ・ジャンプ!
『ポップ・ステップ・ジャンプ!』は、2020年3月18日にSACRA MUSICから発売された、スピラ・スピカのメジャー1作目、累計2作目のフル・アルバム。

## 概要
前作『雪と星と僕ら』から約2年振りのアルバムリリースとなり、メジャーデビュー後初のアルバムリリースとなった。
メジャーデビューシングル『スタートダッシュ』から『Re:RISE –e.p.-』収録の「リライズ」までのCDシングル表題曲の他、常田真太郎（スキマスイッチ）からの提供楽曲など全12曲が収録される。
| 形態           | 規格       | 規格品番     |
| -------------- | ---------- | ------------ |
| 初回生産限定盤 | CD+Blu-ray | VVCL-1615～7 |
| 通常盤         | CD         | VVCL-1618    |

## 収録内容
| #         | タイトル                        | 作詞             | 作曲       | 編曲       | 時間  |
| --------- | ------------------------------- | ---------------- | ---------- | ---------- | ----- |
| 1.        | 「スタートダッシュ」            | 幹葉、高橋久美子 | 寺西裕二   | If I       | 3:57  |
| 2.        | 「ポップ・ステップ・ジャンプ!」 | 幹葉             | 重永亮介   | 重永亮介   | 4:09  |
| 3.        | 「じゃんけんキング」            | 幹葉             | 寺西裕二   | If I       | 3:41  |
| 4.        | 「イヤヨイヤヨモスキノウチ!」   | 幹葉             | 寺西裕二   | If I       | 4:04  |
| 5.        | 「恋はミラクル」                | 幹葉、寺西裕二   | 寺西裕二   | 重永亮介   | 4:27  |
| 6.        | 「一番星、みつけたっ」          | 常田真太郎       | 常田真太郎 | 常田真太郎 | 5:52  |
| 7.        | 「小さな勇気」                  | 幹葉             | 寺西裕二   | If I       | 4:53  |
| 8.        | 「エール ～頑張る君へ～」       | 幹葉             | 重永亮介   | 重永亮介   | 4:26  |
| 9.        | 「僕らのPRIDE」                 | 幹葉             | If I       | If I       | 4:18  |
| 10.       | 「カラマワリング」              | 幹葉             | 寺西裕二   | If I       | 3:59  |
| 11.       | 「あなたを置いて私は」          | 幹葉、重永亮介   | 重永亮介   | 重永亮介   | 6:20  |
| 12.       | 「リライズ」                    | 幹葉             | 鈴木静那   | If I       | 4:17  |
| 13.       | 「good for nothing」            | 寺西裕二         | 寺西裕二   | If I       | 3:29  |
| 合計時間: | 合計時間:                       | 合計時間:        | 合計時間:  | 合計時間:  | 57:52 |

| #  | タイトル                                                                   | 作詞 | 作曲・編曲 |
| -- | -------------------------------------------------------------------------- | ---- | ---------- |
| 1. | 「ポップ・ステップ・ジャンプ！ -Music Video-」                             |      |            |
| 2. | 「幹葉のテーマパーク全力リポート」                                         |      |            |
| 3. | 「テラマス動画特別編「年表でたどる20年！～今明かされるメンバーの過去～」」 |      |            |

## 楽曲解説
スタートダッシュ
スピラ・スピカのメジャーデビューシングル表題曲であり、アニメ『ガンダムビルドダイバーズ』の第2クールエンディングテーマとして書き下ろされた楽曲。幹葉の「メジャー・デビューのタイミングに出す大切な曲になるし、誰かの力を借りて作品を作りたい」といった思いから、作詞は、チャットモンチーの元ドラマー高橋久美子との共作となった。
ポップ・ステップ・ジャンプ!
アルバムのリード曲であり、本作のタイトルが決まってから制作された。歌詞は「君がいるから楽しい」をテーマに書かれた。
じゃんけんキング
デビューシングルのカップリング曲で、「ライヴで楽しめる曲を作ろう」というテーマで制作された。
イヤヨイヤヨモスキノウチ!
メジャー4thシングル表題曲。アニメ「通常攻撃が全体攻撃で二回攻撃のお母さんは好きですか？」オープニングテーマとして書き下ろされ、寺西曰く、作中の主人公パーティのにぎやかさにスピラ・スピカとの共通点を感じ、喜怒哀楽や背景が変わっていく様を転調やコードで表現していったという。
恋はミラクル
メジャー3rdシングルの表題曲であり、アニメ「みだらな青ちゃんは勉強ができない」エンディングテーマとして書き下ろされた。
一番星、みつけたっ
スキマスイッチの常田真太郎がプロデュースを手掛けており、「星と家族」をテーマに心温まる歌詞や楽曲に仕上げてもらったという。楽曲完成当初の曲名は、「一番星、みつけた」だったが、常田の「幹葉ちゃんだったら『一番星、みつけたっ』って感じがするよね」という発言から、現在の曲名となった。
小さな勇気
メジャー2ndシングル表題曲。
エール 〜頑張る君へ〜
レコーディング映像、オフショット、幹葉による直筆歌詞で構成されたリリックビデオが2020年5月13日に公開された。
僕らのPRIDE
ジュビロ磐田2020シーズンソングとして書き下ろしており、歌詞には、「私たちも一緒に戦う」という思いが込められている。
カラマワリング
幹葉は、本楽曲について、「好きな気持ちが溢れ空回りしてしまうドタバタ恋愛ソング」であると述べている。
あなたを置いて私は
幹葉曰く「切なさがたっぷり詰まった渾身のバラード」である。
リライズ
メジャー5thシングル「Re:RISE –e.p.-」の収録曲で、アニメ『ガンダムビルドダイバーズRe:RISE』オープニングテーマとして書き下ろされた。「たとえ弱くたって、怖くたって、それでも掴みたい明日がある！もう一度立ち上がろう！」をテーマに制作された。
good for nothing
インディーズ時代に1stシングルとしてリリースした同名の楽曲のリメイクバージョンである。バンド結成初期から存在する楽曲で、メジャーデビュー以前からオーディションなどで披露してきた思い入れのある楽曲だったという。

## タイアップ
スタートダッシュ
テレビアニメ『ガンダムビルドダイバーズ』エンディングテーマ
小さな勇気
音楽番組『LisAni!NAVI』2019年1月クールテーマソング
恋はミラクル
テレビアニメ『みだらな青ちゃんは勉強ができない』エンディングテーマ
イヤヨイヤヨモスキノウチ!
テレビアニメ『通常攻撃が全体攻撃で二回攻撃のお母さんは好きですか?』オープニングテーマ
リライズ
Webアニメ『ガンダムビルドダイバーズRe:RISE』1st Seasonオープニングテーマ